# Liga 3 de 2022–23
A Liga 3 de 2022–23 foi a 2ª edição da Liga 3, competição estreada em 2021–22. Ocupa o 3º nível do futebol em Portugal e foi disputada por 24 equipas.
O Cova da Piedade falhou a certificação da Liga 3, em 2022/23 acabando de cair para a Segunda Divisão Distrital que não pode jogar nas competições nacionais (Liga 3 e Taça de Portugal Placard), ficando a vaga com o Belenenses, o terceiro classificado da fase de apuramento de campeão (na época de 2021-22 no Campeonato de Portugal).
O Campeão da época de 2023/24 é o UD Leiria, que regressou as competições profissionais da Liga.

## Formato
Esta competição consistiu numa primeira fase com todas as equipas que então passaram para uma série de promoção ou despromoção dependendo de seu desempenho.
1ª fase
Na primeira fase, os 24 clubes foram divididos em duas séries (A e B) de 12 equipas, de acordo com critérios geográficos. Em cada série, as equipas jogaram umas contra as outras em jornadas sucessivas a duas mãos. As quatro equipas mais bem colocadas de cada uma das séries avançaram para a série de promoção e as 8 últimas equipas de cada série seguiram para a série de despromoção.
Fase de promoção
As oito equipas classificadas foram divididas em duas séries de 4 equipas, jogando umas contra as outras em jornadas sucessivas a duas voltas. Os vencedores de cada série foram automaticamente promovidos à Segunda Liga de 2022–23 e disputaram a final em campo neutro para determinar o campeão. As segundas equipas melhor colocadas disputaram um playoff, cujo vencedor enfrentou o 16º classificado da Segunda Liga de 2022–23 pela última vaga da Segunda Liga. Nesta fase as equipas foram divididas da seguinte forma:
| Série 1 | Série 2 |
| ------- | ------- |
| 1º A    | 1º B    |
| 2º B    | 2º A    |
| 3º B    | 3º A    |
| 4º A    | 4º B    |

Fase de Despromoção
As 8 últimas equipas de cada série foram divididas em quatro séries de 4 equipas, jogando umas contra as outras a duas voltas. As equipas iniciaram a segunda fase com pontos de bónus consoante a classificação na primeira fase: os equipas classificado em 5º começaram a 2ª fase com 8 pontos, em 6º com 7 pontos e assim sucessivamente até que as equipas que terminaram em 12º começaram com apenas 1 ponto. As duas últimas equipas de cada série foram despromovidas para o Campeonato de Portugal.
| Série 1 | Série 2 | Série 3 | Série 4 |
| ------- | ------- | ------- | ------- |
| 5º A    | 6º A    | 5º B    | 6º B    |
| 7º A    | 8º A    | 7º B    | 8º B    |
| 9º A    | 10º A   | 9º B    | 10º B   |
| 11º A   | 12º A   | 11º B   | 12º B   |

## Participantes
| Clube                  | Cidade                                | Estádio                                           | Lotação | 2021–22                               |
| ---------------------- | ------------------------------------- | ------------------------------------------------- | ------- | ------------------------------------- |
| Belenenses             | Lisboa                                | Estádio do Restelo                                | 19,856  | 3.º CP de 2021–22 (Zona Sul)          |
| Varzim                 | Póvoa de Varzim                       | Estádio do Varzim Sport Club                      | 7,280   | 17.º (II Liga)                        |
| Anadia                 | Anadia                                | Estádio Municipal Eng.º Sílvio Henriques Cerveira | 6,500   | 2.º Manutenção (Série 3)              |
| Fontinhas              | Praia da Vitória                      | Estádio João Paulo II                             | 7,000   | 2.º Campeonato de Portugal de 2021–22 |
| Braga B                | Braga                                 | Complexo Desportivo Clube de Futebol de Fão       | 724     | 3.º Promoção (Série 2)                |
| Académica              | Coimbra                               | Estádio Cidade de Coimbra                         | 29,622  | 18.º (II Liga)                        |
| Vitória de Setúbal     | Setúbal                               | Estádio do Bonfim                                 | 15,497  | 4.º Promoção (Série 2)                |
| União de Leiria        | Leiria                                | Estádio Dr. Magalhães Pessoa                      | 23,888  | 2.º Promoção (Série 2)                |
| Montalegre             | Montalegre                            | Estádio Dr. Diogo Alves Vaz Pereira               | 2,000   | 3.º Manutenção (Série 4)              |
| Felgueiras             | Felgueiras                            | Estádio Dr. Machado de Matos                      | 7,540   | 3.º Promoção (Série 1)                |
| Vitória de Guimarães B | Guimarães                             | Pista de Atletismo Gémeos Castro                  | 1,200   | 4.º Promoção (Série 1)                |
| Fafe                   | Fafe                                  | Parque Municipal dos Desportos de Fafe            | 4,000   | 1.º Manutenção (Série 3)              |
| São João de Ver        | São João de Ver, Santa Maria da Feira | Estádio do SC São João de Ver                     | 5,000   | 2.º Manutenção (Série 4)              |
| Sanjoanense            | São João da Madeira                   | Estádio Conde Dias Garcia                         | 8,500   | 1.º Manutenção (Série 4)              |
| Canelas 2010           | Canelas, Vila Nova de Gaia            | Estádio do Canelas                                | 7,000   | 3.º Manutenção (Série 3)              |
| Moncarapachense        | Olhão                                 | Estádio José Arcanjo                              | 5,661   | 2.º CP de 2021–22 (Zona Sul)          |
| Oliveira do Hospital   | Oliveira do Hospital                  | Estádio Municipal de Tábua                        | 3,500   | 1.º Manutenção (Série 6)              |
| Caldas                 | Caldas da Rainha                      | Campo da Mata                                     | 9,600   | 3.º Manutenção (Série 5)              |
| Alverca                | Alverca                               | Complexo Desportivo do FC Alverca                 | 7,705   | 2.º Promoção (Série 1)                |
| Paredes                | Paredes                               | Estádio Municipal das Laranjeiras                 | 3,000   | 1.º Campeonato de Portugal de 2021–22 |
| Vilaverdense           | Vila Verde                            | Campo da Cruz do Reguengo                         | 1,000   | 2.º CP de 2021–22 (Zona Norte)        |
| Sporting B             | Alcochete                             | Aurélio Pereira Stadium                           | 1,180   | 3.º Manutenção (Série 6)              |
| Amora                  | Amora, Seixal                         | Estádio da Medideira                              | 1,500   | 1.º Manutenção (Série 5)              |
| Real SC                | Queluz                                | Complexo Desportivo do Real SC                    | 1,200   | 2.º Manutenção (Série 6)              |

## 1ª fase
Na primeira fase, os 24 clubes foram divididos em duas séries (A e B) de 12 equipas, de acordo com critérios geográficos.

### Série A
| #  | Equipa                 | J  | V  | E  | D  | GP | GC | SG  | Pts | Classificação       |
| -- | ---------------------- | -- | -- | -- | -- | -- | -- | --- | --- | ------------------- |
| 1  | Felgueiras (Q)         | 22 | 13 | 5  | 4  | 32 | 22 | +10 | 44  | Fase de Promoção    |
| 2  | Länk Vilaverdense (Q)  | 22 | 10 | 10 | 2  | 34 | 18 | +16 | 40  | Fase de Promoção    |
| 3  | Sanjoanense (Q)        | 22 | 9  | 9  | 4  | 28 | 19 | +9  | 36  | Fase de Promoção    |
| 4  | Braga B (Q)            | 22 | 9  | 8  | 5  | 29 | 18 | +11 | 35  | Fase de Promoção    |
| 5  | Varzim                 | 22 | 9  | 6  | 7  | 23 | 19 | +4  | 33  | Fase de Despromoção |
| 6  | Canelas 2010           | 22 | 8  | 6  | 8  | 27 | 27 | 0   | 30  | Fase de Despromoção |
| 7  | São João de Ver        | 22 | 6  | 11 | 5  | 22 | 19 | +3  | 29  | Fase de Despromoção |
| 8  | Paredes                | 22 | 7  | 7  | 8  | 16 | 19 | −3  | 28  | Fase de Despromoção |
| 9  | Fafe                   | 22 | 7  | 4  | 11 | 18 | 31 | −13 | 25  | Fase de Despromoção |
| 10 | Anadia                 | 22 | 6  | 5  | 11 | 25 | 33 | −8  | 23  | Fase de Despromoção |
| 11 | Montalegre             | 22 | 5  | 6  | 11 | 26 | 33 | −7  | 21  | Fase de Despromoção |
| 12 | Vitória de Guimarães B | 22 | 3  | 3  | 16 | 18 | 40 | −22 | 12  | Fase de Despromoção |

### Série B
| #  | Equipa               | J  | V  | E | D  | GP | GC | SG  | Pts | Classificação       |
| -- | -------------------- | -- | -- | - | -- | -- | -- | --- | --- | ------------------- |
| 1  | Amora (Q)            | 22 | 15 | 3 | 4  | 42 | 22 | +20 | 48  | Fase de Promoção    |
| 2  | Leiria (Q)           | 22 | 15 | 2 | 5  | 45 | 22 | +23 | 47  | Fase de Promoção    |
| 3  | Alverca (Q)          | 22 | 11 | 7 | 4  | 30 | 18 | +12 | 40  | Fase de Promoção    |
| 4  | Belenenses (Q)       | 22 | 10 | 5 | 7  | 38 | 27 | +11 | 35  | Fase de Promoção    |
| 5  | Sporting B           | 22 | 11 | 1 | 10 | 28 | 26 | +2  | 34  | Fase de Despromoção |
| 6  | Caldas               | 22 | 8  | 7 | 7  | 30 | 29 | +1  | 31  | Fase de Despromoção |
| 7  | Oliveira do Hospital | 22 | 6  | 8 | 8  | 29 | 36 | −7  | 26  | Fase de Despromoção |
| 8  | Académica            | 22 | 7  | 5 | 10 | 22 | 32 | −10 | 25  | Fase de Despromoção |
| 9  | Vitória de Setúbal   | 22 | 6  | 5 | 11 | 31 | 42 | −11 | 23  | Fase de Despromoção |
| 10 | Fontinhas            | 22 | 5  | 7 | 10 | 24 | 36 | −12 | 22  | Fase de Despromoção |
| 11 | Real SC              | 22 | 6  | 2 | 14 | 27 | 30 | −3  | 20  | Fase de Despromoção |
| 12 | Moncarapachense      | 22 | 5  | 2 | 15 | 25 | 51 | −26 | 17  | Fase de Despromoção |

## 2ª fase

### Fase de Subida
Na fase de subida, os 8 clubes foram divididos em duas séries (1 e 2) de 4 equipas.

#### Série 1
| # | Equipa         | J | V | E | D | GP | GC | SG | Pts | Classificação                                |
| - | -------------- | - | - | - | - | -- | -- | -- | --- | -------------------------------------------- |
| 1 | Leiria (C) (P) | 6 | 5 | 0 | 1 | 12 | 4  | +8 | 15  | Promovido à Segunda Liga de 2023–24          |
| 2 | Braga B        | 6 | 3 | 0 | 3 | 5  | 5  | 0  | 9   | Play-off de acesso à Segunda Liga de 2023–24 |
| 3 | Alverca        | 6 | 2 | 1 | 3 | 7  | 9  | −2 | 7   |                                              |
| 4 | Felgueiras     | 6 | 1 | 1 | 4 | 4  | 10 | −6 | 4   |                                              |

#### Série 2
| # | Equipa            | J | V | E | D | GP | GC | SG | Pts | Classificação                                |
| - | ----------------- | - | - | - | - | -- | -- | -- | --- | -------------------------------------------- |
| 1 | Belenenses (P)    | 6 | 3 | 2 | 1 | 8  | 4  | +4 | 11  | Promovido à Segunda Liga de 2023–24          |
| 2 | Länk Vilaverdense | 6 | 3 | 2 | 1 | 9  | 2  | +7 | 11  | Play-off de acesso à Segunda Liga de 2023–24 |
| 3 | Sanjoanense       | 6 | 2 | 2 | 2 | 4  | 6  | −2 | 8   |                                              |
| 4 | Amora             | 6 | 1 | 0 | 5 | 4  | 13 | −9 | 3   |                                              |

#### Play-off promoção
O Länk Vilaverdense disputou um play-off com o Braga B a 2 mãos para decidir a equipa a participar no play-off de acesso à Segunda Liga de 2023–24.

##### Primeira mão
| 14 Maio 2023 | Braga B | 0 – 2 | Länk Vilaverdense        | Complexo Desportivo Clube de Futebol de Fão, Fão |
| 15:00 UTC+1  |         |       | Gonçalo Teixeira 28' 63' | Árbitro: Bruno Rebocho                           |

##### Segunda mão
| 21 Maio 2023 | Länk Vilaverdense                   | 2 – 1 | Braga B      | Campo da Cruz do Reguengo, Vila Verde |
| 17:00 UTC+1  | Edmilson 39' · Gonçalo Teixeira 47' |       | Costinha 79' | Árbitro: João Pinto                   |

Länk Vilaverdense venceu a eliminatória por 4–1.

### Fase de Manutenção
Na fase de manutenção, os 16 clubes foram divididos em quatro séries (1 a 4) de 4 equipas.

#### Série 1
| # | Equipa              | J | V | E | D | GP | GC | SG | Pts | Classificação                                    |
| - | ------------------- | - | - | - | - | -- | -- | -- | --- | ------------------------------------------------ |
| 1 | Varzim              | 6 | 2 | 2 | 2 | 6  | 6  | 0  | 16  |                                                  |
| 2 | Fafe                | 6 | 3 | 2 | 1 | 9  | 6  | +3 | 15  |                                                  |
| 3 | São João de Ver (R) | 6 | 2 | 2 | 2 | 6  | 6  | 0  | 14  | Rebaixado para Campeonato de Portugal de 2023–24 |
| 4 | Montalegre (R)      | 6 | 2 | 0 | 4 | 5  | 8  | −3 | 8   | Rebaixado para Campeonato de Portugal de 2023–24 |

#### Série 2
| # | Equipa                     | J | V | E | D | GP | GC | SG | Pts | Classificação                                    |
| - | -------------------------- | - | - | - | - | -- | -- | -- | --- | ------------------------------------------------ |
| 1 | Canelas 2010               | 6 | 4 | 2 | 0 | 11 | 6  | +5 | 21  |                                                  |
| 2 | Anadia                     | 6 | 2 | 2 | 2 | 10 | 10 | 0  | 11  |                                                  |
| 3 | Paredes (R)                | 6 | 1 | 3 | 2 | 6  | 7  | −1 | 11  | Rebaixado para Campeonato de Portugal de 2023–24 |
| 4 | Vitória de Guimarães B (R) | 6 | 0 | 3 | 3 | 4  | 8  | −4 | 4   | Rebaixado para Campeonato de Portugal de 2023–24 |

#### Série 3
| # | Equipa                 | J | V | E | D | GP | GC | SG | Pts | Classificação                                    |
| - | ---------------------- | - | - | - | - | -- | -- | -- | --- | ------------------------------------------------ |
| 1 | Sporting B             | 6 | 2 | 2 | 2 | 8  | 8  | 0  | 16  |                                                  |
| 2 | Oliveira do Hospital   | 6 | 3 | 0 | 3 | 8  | 8  | 0  | 15  |                                                  |
| 3 | Vitória de Setúbal (R) | 6 | 3 | 2 | 1 | 7  | 6  | +1 | 15  | Rebaixado para Campeonato de Portugal de 2023–24 |
| 4 | Real SC (R)            | 6 | 2 | 0 | 4 | 6  | 7  | −1 | 8   | Rebaixado para Campeonato de Portugal de 2023–24 |

#### Série 4
| # | Equipa              | J | V | E | D | GP | GC | SG | Pts | Classificação                                    |
| - | ------------------- | - | - | - | - | -- | -- | -- | --- | ------------------------------------------------ |
| 1 | Académica           | 6 | 4 | 1 | 1 | 8  | 3  | +5 | 18  |                                                  |
| 2 | Caldas              | 6 | 2 | 1 | 3 | 9  | 8  | +1 | 14  |                                                  |
| 3 | Fontinhas (R)       | 6 | 2 | 2 | 2 | 6  | 8  | −2 | 11  | Rebaixado para Campeonato de Portugal de 2023–24 |
| 4 | Moncarapachense (R) | 6 | 1 | 2 | 3 | 3  | 7  | −4 | 6   | Rebaixado para Campeonato de Portugal de 2023–24 |

## 3ª fase

### Apuramento de Campeão
No apuramento de campeão, os clubes vencedores dos grupos da fase de subida disputaram, em campo neutro, o título de campeão da Liga 3.
| 20 Maio 2023 | Leiria            | 1 – 0 | Belenenses | Estádio Nacional do Jamor, Oeiras        |
| 16:15 UTC+1  | Valdir Júnior 10' |       |            | Público: 15 158 Árbitro: António Moreira |

## Equipas por Associação de Futebol
| # | Associação de Futebol | Número | Equipas                                                   |
| - | --------------------- | ------ | --------------------------------------------------------- |
| 1 | Braga                 | 4      | Braga B, Fafe, Länk Vilaverdense e Vitória de Guimarães B |
| 1 | Lisboa                | 4      | Alverca, Belenenses, Real SC e Sporting B                 |
| 1 | Porto                 | 4      | Canelas 2010, Felgueiras, Paredes e Varzim                |
| 4 | Aveiro                | 3      | Anadia, Sanjoanense e São João de Ver                     |
| 5 | Coimbra               | 2      | Académica e Oliveira do Hospital                          |
| 5 | Leiria                | 2      | Caldas e União de Leiria                                  |
| 5 | Setúbal               | 2      | Amora e Vitória de Setúbal                                |
| 7 | Algarve               | 1      | Moncarapachense                                           |
| 7 | Angra do Heroísmo     | 1      | Fontinhas                                                 |
| 7 | Vila Real             | 1      | Montalegre                                                |